# Carla Macelloni
Carla Macelloni (17 de febrero de 1937 – 23 de marzo de 2015) fue una actriz italiana.

## Carrera
Nacida en Milán, Macelloni inició su carrera como actriz en su niñez, apareciendo en radionovelas y en obras de teatro con la compañía Compagnia di Prosa. En la década de 1950 empezó a actuar en producciones cinematográficas y en series de televisión, además de desempeñarse como presentadora de programas de variedades.
Luego de un hiato de algunas décadas, retomó su carrera en los años 2000 apareciendo en algunas películas y en la serie de televisión Butta la luna. La actriz falleció el 23 de marzo de 2015 en Grottaferrata.